# Peter Bartoš
Peter Bartoš (* 21. ledna 1962, Bratislava) je bývalý slovenský fotbalista, záložník.

## Fotbalová kariéra
Hrál za Inter Bratislava, DAC Dunajská Streda a Spartak Trnava. V Poháru vítězů pohárů nastoupil v 1 utkání. V roce 1987 vyhrál s Dunajskou Stredou Československý pohár.